# Anaximandrosz

Anaximandrosz világtérképe

Anaximandrosz (görögül: Αναξίμανδρος), (kb. i. e. 610 – i. e. 547 vagy i. e. 546) görög filozófus, a materialista milétoszi filozófiai iskola kiemelkedő alakja.
Datálását tekintve különböző források más és mást állítanak. A X. századi Szuda-lexikon szerint Anaximandrosz Thalész rokona, tanítványa és utóda volt. Más forrás, a kronográfus Apollodórosz azt állította, hogy Anaximandrosz i. e. 547/546-ban volt hatvannégy éves, ami azt jelenti, hogy csupán tizennégy évvel volt fiatalabb Thalésznél. Jonathan Barns neves filozófiatörténész ugyancsak ez utóbbi elméletet tartja helyesnek, szerinte sem állt a két filozófus tanár–tanítvány viszonyban, csupán kor- és polgártársak voltak.
Anaximandrosz alkotta meg az első kozmológiai modellt – bár az nem teljesen világos, hogy az térbeli vagy kétdimenziós volt-e. Az azonban bizonyosnak tűnik, hogy Anaximandrosz az első olyan szerző, akinek szorosabb értelemben vett kozmológiai elméletet tulajdoníthatunk: a kozmoszt geometriai struktúrát mutató, zárt, rendezett egésznek gondolta. Több szerző is azt állítja, hogy ő vezette be a gnómont Hellászban, így Spártában ő maga állított fel egyet. Theophrasztosz szerint Anaximandrosz illette először névvel az anyagi princípiumot – annak minden további meghatározását mellőzve.

## Az apeiron
Az Anaximandrosz-féle eredendő alkotóanyag a meghatározatlan (to apeiron). Szerinte csak úgy nem marad abba a keletkezés és pusztulás, ha a végtelen az, amiből a keletkező kiválik. Az anyag nem vész el, mert az ellentétes összetevők "büntetik" egymást. Az apeironnak nincs kezdete, hanem minden belőle keletkezik és mindent kormányoz. A meghatározatlan valószínűleg azért kapta ezt a nevet, mert nem azonos semmivel, ami a természetben található.
„Azok közül, akik [a dolgok alapelvét] egynek, mozgásban lévőnek és végtelennek tekintették, a milétoszi Anaximandrosz, Praxiadész fia, Thalész utódja és tanítványa azt állította, hogy a létezők alapelve és őseleme a végtelen. Ő használta először a kezdet elnevezést. Szerinte a végtelen nem víz, s nem valami egyéb az úgynevezett őselemek közül, hanem egy másféle végtelen természet; ebből keletkeznek az összes egek és a bennük található világok… Nyilvánvaló, hogy Anaximandrosz látva a négy elem egymássá… átalakulását, közülük egyiket sem fogadta el szubsztrátumnak, hanem egy más, ezektől eltérő valamit tekintett ennek…”
(Simplicios: In Aristotelis Physica comentaria, 24. 13)
Anaximandrosz a Meghatározatlanra a homéroszi istenek fő tulajdonságait, a halhatatlanságot és a határtalan erőt alkalmazta, de sohasem nevezte azt istennek.

## Az élőlények és az ember kialakulása
Az ellentétek egymásnak fizetnek és nem a meghatározatlannak. A meghatározatlanból számos világ keletkezik és tér abba vissza. A meghatározatlan az eredeti állapot, amelyben az ellentétek nyugalomban vannak.
Anaximandrosz legfőképp abban tér el a többi ógörög gondolkodótól, hogy számos különböző világ keletkezését és pusztulását feltételezte. Ez nem volt egy elfogadott elképzelés. Az elfogadott elképzelés, amelyet valószínűleg az egyiptomiaktól vettek át, és amiről többek közt Platón Timaioszában is olvashatunk: ugyanazon egy világ állandó pusztulása és újjászületése. Később Anaximandroszéhoz hasonló elméletet Démokritosznál és Empedoklésznél találhatunk.
Anaximandrosz szerint az apeironból nem azonnal jön létre a kozmosz, hanem fokozatos fejlődési ciklusok sorával. Maguk az élőlények is fejlődés eredményei, és a tengerből származnak.
Anaximandrosz „tanítása szerint az elmúlás és jóval azelőtt a születés a végtelen örökkévalóságából keletkeznek… azt is állítja, hogy a meleg és a hideg örök termékenyítő képessége a világ keletkezése folyamán alakult ki, s hogy a földet övező levegőt egy lángoló gömb vette körül, mint a fát a kéreg. Amikor ez a tűzgömb szétszakadt és bizonyos körökbe zárult, létrejött a Nap, a Hold és létrejöttek a csillagok.”(Plutarkhosz: Stromata 2.)

## Kozmológia

Anaximandrosz univerzumának vázlata

Anaximandrosz a földet olyan, hatalmas, alacsony és széles hengernek képzelte, amelynek felső, lapos alaplapján élnek az emberek. A henger alakú Föld a levegőben lebeg, és a levegőt valamilyen kelmeszerű anyag gyűrűi zárják kettős gömbbe. A burok két héja között ég az örök égi tűz. Az égi gyűrűk elméletével Anaximandrosz mechanikus magyarázatot adott arra az egyáltalán nem egyszerű kérdésre, miért és hogyan mozognak rendezetten, koordináltan az égitestek. Elmélete szerint a csillagok nem valódi testek, hanem a Föld körül keringő, tüzes kerék csőszerű nyílásai, amelyeken átvilágít az égi tűz. Nap-, illetve holdfogyatkozást akkor látunk, amikor ezek a csövek valamiért elzáródnak. Ugyancsak e nyílások bezáródása, illetve kinyílása miatt látjuk a Holdat egyszer növekedni, máskor pedig fogyni.
Úgy vélte, hogy a Hold gyűrűjének („pályájának”) sugara tizenkilencszer akkora, mint a Föld átmérője, a Nap gyűrűje („pályája”) pedig huszonhétszer nagyobb. Anaximandrosz az egész logikusnak elképzelt rendszeréből indul ki, és ebbe integrálta a részleteket: világképében a legmagasabban a Nap korongja áll, majd a Holdé, utána pedig a csillagoké és a bolygóké. Elméletének elsődleges kérdése az, hogy milyen elv szerint épül fel a világ, és ezt az elvet a szimmetriában vélte megtalálni. Nemcsak a fizikai világ egészét látta szimmetrikusnak, hanem annak egyes elemeit önmagukban is, mégpedig úgy, hogy az egyes elemek szimmetriája alá van vetve az egész szimmetriájának. Anaximandrosz kozmosza a szimmetria miatt nevezhető kozmosznak: ettől rendezett, racionális.
A Föld is a szimmetria miatt marad a helyén, és nem azért, mintha valami alulról támasztaná vagy úszna a vízen. Egyrészt azért marad ott, mert maga szimmetrikus, másrészt pedig, mert az őt körülvevő gyűrűk szimmetriatengelyében áll, így nincs oka arra, hogy inkább erre mozduljon el, mint arra:
„Vannak olyanok, aki szerint [a Föld] hasonlósága miatt van nyugalmi állapotban, miként a régiek közül Anaximandrosz szerint. Ahhoz ugyanis, ami középütt helyezkedik el és hasonlóan viszonyul a szélsőkhöz, az illik, hogy ne mozduljon el inkább felfelé, mint lefelé, vagy inkább az egyik oldalirányba, mint a másikba. Egyidejűleg ellentétes irányokban mozogni pedig lehetetlen, ezért szükségszerűen egyhelyben marad."
(Arisztotelész: Az égboltról II. 13 295b10 skk. = Anaximandrosz A26 DK)
Anaximandrosz kozmológiai elképzelése spekulatív és apriorisztikus. Ő kutatta elsőként, milyen messze lehetnek az égitestek a Földtől, milyen lehet a Hold és Föld relatív mérete.
Thalész módszereit és felfogását követte, de jelentősen túlhaladt azokon: neki tulajdonítják az évszakokat és a napéjegyenlőséget is mutató napóra, valamint a kvadráns (gnómon) feltalálását.